# Liste der Autorenbeteiligungen und Produktionen von Till Lindemann
Dies ist eine Übersicht über die Autorenbeteiligungen und Musikproduktionen des deutschen Rocksängers Till Lindemann. Zu berücksichtigen ist, dass Hitmedleys, Remixe, Liveaufnahmen oder Neuaufnahmen des gleichen Interpreten nicht aufgeführt werden. Ebenso werden aus Gründen der besseren Übersicht lediglich nennenswerte Coverversionen aufgeführt. Tätigkeiten als Komponist und/oder Liedtexter sind in der folgenden Tabelle unter der Spalte „Autor“ zusammengefasst worden.

## #
| Jahr | Titel | Interpret | Autor                       | Produzent                   |
| ---- | ----- | --------- | --------------------------- | --------------------------- |
| 2002 | 5/4   | Rammstein | Grünes Häkchensymbol für ja | Grünes Häkchensymbol für ja |

## A
| Jahr | Titel                | Interpret      | Autor                       | Produzent                   |
| ---- | -------------------- | -------------- | --------------------------- | --------------------------- |
| 2019 | Ach so gern          | Lindemann      | Grünes Häkchensymbol für ja |                             |
| 2022 | Adieu                | Rammstein      | Grünes Häkchensymbol für ja | Grünes Häkchensymbol für ja |
| 2001 | Adios                | Rammstein      | Grünes Häkchensymbol für ja | Grünes Häkchensymbol für ja |
| 1992 | AHA-ha               | First Arsch    |                             | Grünes Häkchensymbol für ja |
| 2023 | Alles für die Kinder | Till Lindemann | Grünes Häkchensymbol für ja |                             |
| 2019 | Allesfresser         | Lindemann      | Grünes Häkchensymbol für ja |                             |
| 1997 | Alter Mann           | Rammstein      | Grünes Häkchensymbol für ja | Grünes Häkchensymbol für ja |
| 2023 | Altes Fleisch        | Till Lindemann | Grünes Häkchensymbol für ja |                             |
| 2004 | Amerika              | Rammstein      | Grünes Häkchensymbol für ja | Grünes Häkchensymbol für ja |
| 2004 | Amour                | Rammstein      | Grünes Häkchensymbol für ja | Grünes Häkchensymbol für ja |
| 2022 | Angst                | Rammstein      | Grünes Häkchensymbol für ja | Grünes Häkchensymbol für ja |
| 2022 | Armee der Tristen    | Rammstein      | Grünes Häkchensymbol für ja | Grünes Häkchensymbol für ja |
| 1995 | Asche zu Asche       | Rammstein      | Grünes Häkchensymbol für ja | 1                           |
| 2007 | Asche zu Asche       | Marty Friedman | Grünes Häkchensymbol für ja |                             |
| 2019 | Ausländer            | Rammstein      | Grünes Häkchensymbol für ja | Grünes Häkchensymbol für ja |

## B
| Jahr | Titel                    | Interpret   | Autor                       | Produzent                   |
| ---- | ------------------------ | ----------- | --------------------------- | --------------------------- |
| 1992 | Big Dong (für Saskia S.) | First Arsch |                             | Grünes Häkchensymbol für ja |
| 2009 | Bückstabü                | Rammstein   | Grünes Häkchensymbol für ja | Grünes Häkchensymbol für ja |
| 2005 | Benzin                   | Rammstein   | Grünes Häkchensymbol für ja | Grünes Häkchensymbol für ja |
| 1997 | Bestrafe mich            | Rammstein   | Grünes Häkchensymbol für ja | Grünes Häkchensymbol für ja |
| 2019 | Blut                     | Lindemann   | Grünes Häkchensymbol für ja |                             |
| 1997 | Bück dich                | Rammstein   | Grünes Häkchensymbol für ja | Grünes Häkchensymbol für ja |

## C
| Jahr | Titel               | Interpret   | Autor                       | Produzent                   |
| ---- | ------------------- | ----------- | --------------------------- | --------------------------- |
| 1992 | Chicken Steps       | First Arsch |                             | Grünes Häkchensymbol für ja |
| 2015 | Children of the Sun | Lindemann   | Grünes Häkchensymbol für ja |                             |
| 1992 | Come Together       | First Arsch |                             | Grünes Häkchensymbol für ja |
| 2015 | Cowboy              | Lindemann   | Grünes Häkchensymbol für ja |                             |
| 1992 | Crowded House       | First Arsch |                             | Grünes Häkchensymbol für ja |

## D
| Jahr | Titel             | Interpret      | Autor                       | Produzent                   |
| ---- | ----------------- | -------------- | --------------------------- | --------------------------- |
| 2004 | Dalai Lama        | Rammstein      | Grünes Häkchensymbol für ja | Grünes Häkchensymbol für ja |
| 1995 | Das alte Leid     | Rammstein      | Grünes Häkchensymbol für ja |                             |
| 1997 | Das Modell        | Rammstein      |                             | Grünes Häkchensymbol für ja |
| 1995 | Der Meister       | Rammstein      | Grünes Häkchensymbol für ja |                             |
| 2019 | Deutschland       | Rammstein      | Grünes Häkchensymbol für ja | Grünes Häkchensymbol für ja |
| 2022 | Dicke Titten      | Rammstein      | Grünes Häkchensymbol für ja | Grünes Häkchensymbol für ja |
| 2019 | Diamant           | Rammstein      | Grünes Häkchensymbol für ja | Grünes Häkchensymbol für ja |
| 2009 | Donaukinder       | Rammstein      | Grünes Häkchensymbol für ja | Grünes Häkchensymbol für ja |
| 1997 | Du hast           | Rammstein      | Grünes Häkchensymbol für ja | Grünes Häkchensymbol für ja |
| 2023 | Du hast           | Skáld          | Grünes Häkchensymbol für ja |                             |
| 2023 | Du hast kein Herz | Till Lindemann | Grünes Häkchensymbol für ja |                             |
| 1995 | Du riechst so gut | Rammstein      | Grünes Häkchensymbol für ja |                             |

## E
| Jahr | Titel      | Interpret                | Autor                       | Produzent                   |
| ---- | ---------- | ------------------------ | --------------------------- | --------------------------- |
| 1997 | Eifersucht | Rammstein                | Grünes Häkchensymbol für ja | Grünes Häkchensymbol für ja |
| 2005 | Ein Lied   | Rammstein                | Grünes Häkchensymbol für ja | Grünes Häkchensymbol für ja |
| 2007 | Ein Lied   | Nena                     | Grünes Häkchensymbol für ja |                             |
| 1997 | Engel      | Rammstein                | Grünes Häkchensymbol für ja | Grünes Häkchensymbol für ja |
| 2001 | Engel      | Hildegard Knef           | Grünes Häkchensymbol für ja |                             |
| 2003 | Engel      | Peter Schilling          | Grünes Häkchensymbol für ja |                             |
| 2004 | Engel      | Scala & Kolacny Brothers | Grünes Häkchensymbol für ja |                             |
| 2007 | Engel      | Maybebop                 | Grünes Häkchensymbol für ja |                             |
| 2012 | Engel      | Global Kryner            | Grünes Häkchensymbol für ja |                             |
| 2020 | Engel      | Feuerschwanz             | Grünes Häkchensymbol für ja |                             |

## F
| Jahr | Titel             | Interpret | Autor                       | Produzent                   |
| ---- | ----------------- | --------- | --------------------------- | --------------------------- |
| 2015 | Fat               | Lindemann | Grünes Häkchensymbol für ja |                             |
| 2001 | Feuer frei!       | Rammstein | Grünes Häkchensymbol für ja | Grünes Häkchensymbol für ja |
| 2005 | Feuer und Wasser  | Rammstein | Grünes Häkchensymbol für ja | Grünes Häkchensymbol für ja |
| 2015 | Fish On           | Lindemann | Grünes Häkchensymbol für ja |                             |
| 2019 | Frau und Mann     | Lindemann | Grünes Häkchensymbol für ja |                             |
| 2009 | Frühling in Paris | Rammstein | Grünes Häkchensymbol für ja | Grünes Häkchensymbol für ja |
| 2009 | Führe mich        | Rammstein | Grünes Häkchensymbol für ja | Grünes Häkchensymbol für ja |

## G
| Jahr | Titel               | Interpret | Autor                       | Produzent                   |
| ---- | ------------------- | --------- | --------------------------- | --------------------------- |
| 2012 | Gib mir deine Augen | Rammstein | Grünes Häkchensymbol für ja | Grünes Häkchensymbol für ja |
| 2022 | Giftig              | Rammstein | Grünes Häkchensymbol für ja | Grünes Häkchensymbol für ja |
| 2015 | Golden Shower       | Lindemann | Grünes Häkchensymbol für ja |                             |
| 2019 | Gummi               | Lindemann | Grünes Häkchensymbol für ja |                             |

## H
| Jahr | Titel           | Interpret   | Autor                       | Produzent                   |
| ---- | --------------- | ----------- | --------------------------- | --------------------------- |
| 2009 | Haifisch        | Rammstein   | Grünes Häkchensymbol für ja | Grünes Häkchensymbol für ja |
| 2001 | Halleluja       | Rammstein   | Grünes Häkchensymbol für ja | Grünes Häkchensymbol für ja |
| 2019 | Hallomann       | Rammstein   | Grünes Häkchensymbol für ja | Grünes Häkchensymbol für ja |
| 2009 | Halt            | Rammstein   | Grünes Häkchensymbol für ja |                             |
| 1995 | Heirate mich    | Rammstein   | Grünes Häkchensymbol für ja |                             |
| 1995 | Herzeleid       | Rammstein   | Grünes Häkchensymbol für ja |                             |
| 2005 | Hilf mir        | Rammstein   | Grünes Häkchensymbol für ja | Grünes Häkchensymbol für ja |
| 1992 | Hip Hop Flop    | First Arsch |                             | Grünes Häkchensymbol für ja |
| 2015 | Home Sweet Home | Lindemann   | Grünes Häkchensymbol für ja |                             |

## I
| Jahr | Titel               | Interpret      | Autor                       | Produzent                   |
| ---- | ------------------- | -------------- | --------------------------- | --------------------------- |
| 2021 | Ich hasse Kinder    | Till Lindemann | Grünes Häkchensymbol für ja | Grünes Häkchensymbol für ja |
| 2009 | Ich tu dir weh      | Rammstein      | Grünes Häkchensymbol für ja | Grünes Häkchensymbol für ja |
| 2014 | Ich weiss alles     | Roland Kaiser  | Grünes Häkchensymbol für ja |                             |
| 2019 | Ich weiß es nicht   | Lindemann      | Grünes Häkchensymbol für ja |                             |
| 2001 | Ich will            | Rammstein      | Grünes Häkchensymbol für ja | Grünes Häkchensymbol für ja |
| 1992 | In the Name of Love | First Arsch    |                             | Grünes Häkchensymbol für ja |

## K
| Jahr | Titel                  | Interpret | Autor                       | Produzent                   |
| ---- | ---------------------- | --------- | --------------------------- | --------------------------- |
| 2004 | Keine Lust             | Rammstein | Grünes Häkchensymbol für ja | Grünes Häkchensymbol für ja |
| 1997 | Klavier                | Rammstein | Grünes Häkchensymbol für ja | Grünes Häkchensymbol für ja |
| 2019 | Knebel                 | Lindemann | Grünes Häkchensymbol für ja |                             |
| 1997 | Kokain                 | Rammstein | Grünes Häkchensymbol für ja | Grünes Häkchensymbol für ja |
| 1997 | Küss mich (Fellfrosch) | Rammstein | Grünes Häkchensymbol für ja | Grünes Häkchensymbol für ja |

## L
| Jahr | Titel                 | Interpret                | Autor                       | Produzent                   |
| ---- | --------------------- | ------------------------ | --------------------------- | --------------------------- |
| 2015 | Ladyboy               | Lindemann                | Grünes Häkchensymbol für ja |                             |
| 1995 | Laichzeit             | Rammstein                | Grünes Häkchensymbol für ja |                             |
| 2021 | Le jardin des larmes  | Zaz feat. Till Lindemann | Grünes Häkchensymbol für ja |                             |
| 2023 | Lecker                | Till Lindemann           | Grünes Häkchensymbol für ja |                             |
| 2009 | Liebe ist für alle da | Rammstein                | Grünes Häkchensymbol für ja | Grünes Häkchensymbol für ja |
| 2009 | Liese                 | Rammstein                | Grünes Häkchensymbol für ja | Grünes Häkchensymbol für ja |
| 2001 | Links 2 3 4           | Rammstein                | Grünes Häkchensymbol für ja | Grünes Häkchensymbol für ja |
| 2004 | Los                   | Rammstein                | Grünes Häkchensymbol für ja | Grünes Häkchensymbol für ja |
| 2022 | Lügen                 | Rammstein                | Grünes Häkchensymbol für ja | Grünes Häkchensymbol für ja |

## M
| Jahr | Titel            | Interpret                            | Autor                       | Produzent                   |
| ---- | ---------------- | ------------------------------------ | --------------------------- | --------------------------- |
| 2005 | Mann gegen Mann  | Rammstein                            | Grünes Häkchensymbol für ja | Grünes Häkchensymbol für ja |
| 2018 | Mathematik       | Lindemann feat. Haftbefehl           | Grünes Häkchensymbol für ja |                             |
| 2009 | Mehr             | Rammstein                            | Grünes Häkchensymbol für ja | Grünes Häkchensymbol für ja |
| 2001 | Mein Herz brennt | Rammstein                            | Grünes Häkchensymbol für ja | Grünes Häkchensymbol für ja |
| 2011 | Mein Land        | Rammstein                            | Grünes Häkchensymbol für ja | Grünes Häkchensymbol für ja |
| 2011 | Mein Land        | The BossHoss (Liedtitel: My Country) | Grünes Häkchensymbol für ja |                             |
| 2004 | Mein Teil        | Rammstein                            | Grünes Häkchensymbol für ja | Grünes Häkchensymbol für ja |
| 2009 | Mein Teil        | Panzerballett                        | Grünes Häkchensymbol für ja |                             |
| 2022 | Meine Tränen     | Rammstein                            | Grünes Häkchensymbol für ja | Grünes Häkchensymbol für ja |
| 1992 | Moder Blues      | First Arsch                          |                             | Grünes Häkchensymbol für ja |
| 2004 | Morgenstern      | Rammstein                            | Grünes Häkchensymbol für ja | Grünes Häkchensymbol für ja |
| 2004 | Moskau           | Rammstein                            | Grünes Häkchensymbol für ja | Grünes Häkchensymbol für ja |
| 2001 | Mutter           | Rammstein                            | Grünes Häkchensymbol für ja | Grünes Häkchensymbol für ja |

## N
| Jahr | Titel | Interpret      | Autor                       | Produzent                   |
| ---- | ----- | -------------- | --------------------------- | --------------------------- |
| 2023 | Nass  | Till Lindemann | Grünes Häkchensymbol für ja |                             |
| 2001 | Nebel | Rammstein      | Grünes Häkchensymbol für ja | Grünes Häkchensymbol für ja |

## O
| Jahr | Titel     | Interpret       | Autor                       | Produzent                   |
| ---- | --------- | --------------- | --------------------------- | --------------------------- |
| 1992 | O-Cult    | First Arsch     |                             | Grünes Häkchensymbol für ja |
| 2004 | Ohne dich | Rammstein       | Grünes Häkchensymbol für ja | Grünes Häkchensymbol für ja |
| 2004 | Ohne dich | Die Toten Hosen | Grünes Häkchensymbol für ja |                             |
| 2022 | OK        | Rammstein       | Grünes Häkchensymbol für ja | Grünes Häkchensymbol für ja |

## P
| Jahr | Titel          | Interpret              | Autor                       | Produzent                   |
| ---- | -------------- | ---------------------- | --------------------------- | --------------------------- |
| 2001 | Pet Sematary   | Rammstein & Clawfinger |                             | Grünes Häkchensymbol für ja |
| 2019 | Platz eins     | Lindemann              | Grünes Häkchensymbol für ja |                             |
| 2015 | Praise Abort   | Lindemann              | Grünes Häkchensymbol für ja |                             |
| 1992 | Preagnant      | First Arsch            |                             | Grünes Häkchensymbol für ja |
| 1992 | Priest in Love | First Arsch            |                             | Grünes Häkchensymbol für ja |
| 2019 | Puppe          | Rammstein              | Grünes Häkchensymbol für ja | Grünes Häkchensymbol für ja |
| 2009 | Pussy          | Rammstein              | Grünes Häkchensymbol für ja | Grünes Häkchensymbol für ja |

## R
| Jahr | Titel        | Interpret | Autor                       | Produzent                   |
| ---- | ------------ | --------- | --------------------------- | --------------------------- |
| 2019 | Radio        | Rammstein | Grünes Häkchensymbol für ja | Grünes Häkchensymbol für ja |
| 2009 | Rammlied     | Rammstein | Grünes Häkchensymbol für ja | Grünes Häkchensymbol für ja |
| 1995 | Rammstein    | Rammstein | Grünes Häkchensymbol für ja | 1                           |
| 2001 | Rein raus    | Rammstein | Grünes Häkchensymbol für ja | Grünes Häkchensymbol für ja |
| 2004 | Reise, Reise | Rammstein | Grünes Häkchensymbol für ja | Grünes Häkchensymbol für ja |
| 2005 | Rosenrot     | Rammstein | Grünes Häkchensymbol für ja | Grünes Häkchensymbol für ja |
| 2009 | Roter Sand   | Rammstein | Grünes Häkchensymbol für ja | Grünes Häkchensymbol für ja |

## S
| Jahr | Titel                                       | Interpret                        | Autor                       | Produzent                   |
| ---- | ------------------------------------------- | -------------------------------- | --------------------------- | --------------------------- |
| 1992 | Saddle Up                                   | First Arsch                      |                             | Grünes Häkchensymbol für ja |
| 2019 | Schlaf ein                                  | Lindemann                        | Grünes Häkchensymbol für ja |                             |
| 2022 | Schwarz                                     | Rammstein                        | Grünes Häkchensymbol für ja | Grünes Häkchensymbol für ja |
| 2023 | Schweiß                                     | Till Lindemann                   | Grünes Häkchensymbol für ja |                             |
| 1995 | Seemann                                     | Rammstein                        | Grünes Häkchensymbol für ja |                             |
| 2003 | Seemann                                     | Apocalyptica feat. Nina Hagen    | Grünes Häkchensymbol für ja |                             |
| 2012 | Seemann                                     | Rummelsnuff                      | Grünes Häkchensymbol für ja |                             |
| 1997 | Sehnsucht                                   | Rammstein                        | Grünes Häkchensymbol für ja | Grünes Häkchensymbol für ja |
| 2023 | Selbstverliebt                              | Till Lindemann                   | Grünes Häkchensymbol für ja |                             |
| 2019 | Sex                                         | Rammstein                        | Grünes Häkchensymbol für ja | Grünes Häkchensymbol für ja |
| 1992 | SKA(T)                                      | First Arsch                      |                             | Grünes Häkchensymbol für ja |
| 2015 | Skills in Pills                             | Lindemann                        | Grünes Häkchensymbol für ja |                             |
| 2001 | Sonne                                       | Rammstein                        | Grünes Häkchensymbol für ja | Grünes Häkchensymbol für ja |
| 2008 | Sonne                                       | Zornik                           | Grünes Häkchensymbol für ja |                             |
| 2013 | Sonne                                       | Heino                            | Grünes Häkchensymbol für ja |                             |
| 1997 | Spiel mit mir                               | Rammstein                        | Grünes Häkchensymbol für ja | Grünes Häkchensymbol für ja |
| 2001 | Spieluhr                                    | Rammstein                        | Grünes Häkchensymbol für ja | Grünes Häkchensymbol für ja |
| 2023 | Sport frei                                  | Till Lindemann                   | Grünes Häkchensymbol für ja |                             |
| 2005 | Spring                                      | Rammstein                        | Grünes Häkchensymbol für ja | Grünes Häkchensymbol für ja |
| 2019 | Steh auf                                    | Lindemann                        | Grünes Häkchensymbol für ja |                             |
| 2004 | Stein um Stein                              | Rammstein                        | Grünes Häkchensymbol für ja | Grünes Häkchensymbol für ja |
| 2005 | Stirb nicht vor mir (Don’t Die Before I Do) | Rammstein feat. Sharleen Spiteri | Grünes Häkchensymbol für ja | Grünes Häkchensymbol für ja |
| 1998 | Stripped                                    | Rammstein                        |                             | Grünes Häkchensymbol für ja |
| 1992 | Superstition                                | First Arsch                      |                             | Grünes Häkchensymbol für ja |

## T
| Jahr | Titel           | Interpret      | Autor                       | Produzent                   |
| ---- | --------------- | -------------- | --------------------------- | --------------------------- |
| 2023 | Tanzlehrerin    | Till Lindemann | Grünes Häkchensymbol für ja |                             |
| 2019 | Tattoo          | Rammstein      | Grünes Häkchensymbol für ja | Grünes Häkchensymbol für ja |
| 2005 | Te quiero puta! | Rammstein      | Grünes Häkchensymbol für ja | Grünes Häkchensymbol für ja |
| 2015 | That’s My Heart | Lindemann      | Grünes Häkchensymbol für ja |                             |
| 1997 | Tier            | Rammstein      | Grünes Häkchensymbol für ja | Grünes Häkchensymbol für ja |
| 2020 | Till the End    | Na Chui        | Grünes Häkchensymbol für ja | Grünes Häkchensymbol für ja |
| 1992 | Train           | First Arsch    |                             | Grünes Häkchensymbol für ja |

## U
| Jahr | Titel      | Interpret      | Autor                       | Produzent |
| ---- | ---------- | -------------- | --------------------------- | --------- |
| 2023 | Übers Meer | Till Lindemann | Grünes Häkchensymbol für ja |           |

## V
| Jahr | Titel             | Interpret | Autor                       | Produzent                   |
| ---- | ----------------- | --------- | --------------------------- | --------------------------- |
| 2011 | Vergiss uns nicht | Rammstein | Grünes Häkchensymbol für ja | Grünes Häkchensymbol für ja |

## W
| Jahr | Titel                               | Interpret      | Autor                       | Produzent                   |
| ---- | ----------------------------------- | -------------- | --------------------------- | --------------------------- |
| 2009 | Waidmanns Heil                      | Rammstein      | Grünes Häkchensymbol für ja | Grünes Häkchensymbol für ja |
| 2019 | Was ich liebe                       | Rammstein      | Grünes Häkchensymbol für ja | Grünes Häkchensymbol für ja |
| 2019 | Wer weiß das schon                  | Lindemann      | Grünes Häkchensymbol für ja |                             |
| 2023 | Wer weiß das schon                  | Nino de Angelo | Grünes Häkchensymbol für ja |                             |
| 1995 | Weißes Fleisch                      | Rammstein      | Grünes Häkchensymbol für ja |                             |
| 2007 | Weißes Fleisch                      | Debauchery     | Grünes Häkchensymbol für ja |                             |
| 2019 | Weit weg                            | Rammstein      | Grünes Häkchensymbol für ja | Grünes Häkchensymbol für ja |
| 2009 | Wiener Blut                         | Rammstein      | Grünes Häkchensymbol für ja | Grünes Häkchensymbol für ja |
| 1997 | Wilder Wein                         | Rammstein      | Grünes Häkchensymbol für ja | Grünes Häkchensymbol für ja |
| 2005 | Wo bist du                          | Rammstein      | Grünes Häkchensymbol für ja | Grünes Häkchensymbol für ja |
| 1995 | Wollt ihr das Bett in Flammen sehen | Rammstein      | Grünes Häkchensymbol für ja |                             |

## Y
| Jahr | Titel | Interpret | Autor                       | Produzent |
| ---- | ----- | --------- | --------------------------- | --------- |
| 2015 | Yukon | Lindemann | Grünes Häkchensymbol für ja |           |

## Z
| Jahr | Titel     | Interpret      | Autor                       | Produzent                   |
| ---- | --------- | -------------- | --------------------------- | --------------------------- |
| 2019 | Zeig dich | Rammstein      | Grünes Häkchensymbol für ja | Grünes Häkchensymbol für ja |
| 2022 | Zeit      | Rammstein      | Grünes Häkchensymbol für ja | Grünes Häkchensymbol für ja |
| 2005 | Zerstören | Rammstein      | Grünes Häkchensymbol für ja | Grünes Häkchensymbol für ja |
| 2022 | Zick Zack | Rammstein      | Grünes Häkchensymbol für ja | Grünes Häkchensymbol für ja |
| 2023 | Zunge     | Till Lindemann | Grünes Häkchensymbol für ja |                             |
| 2005 | Zwitter   | Rammstein      | Grünes Häkchensymbol für ja | Grünes Häkchensymbol für ja |